# Sarrogna
Sarrogna település Franciaországban, Jura megyében. Lakosainak száma 227 fő (2022. január 1.). Sarrogna Onoz, Cernon, Chambéria, Écrille, Orgelet és Valzin en Petite Montagne községekkel határos.

## Népesség
A település népessége az elmúlt években az alábbi módon változott:
| Lakosok száma | 102  | 161  | 146  | 204  | 229  | 228  | 230  | 224  | 222  | 227  |
|               | 1968 | 1982 | 1990 | 2006 | 2013 | 2015 | 2017 | 2019 | 2020 | 2022 |